# Federazione calcistica di Bonaire
La Federazione calcistica di Bonaire (in papiamento Federashon Futbòl Bonairiano, in inglese Bonaire Football Federation) è l'organo che governa il calcio a Bonaire.
È diventata affiliata CONCACAF come membro associato, il 19 aprile 2013. Il 10 giugno 2014, Bonaire è diventato un membro a pieno titolo CONCACAF.